# Pic de l'Étendard
Pour les articles homonymes, voir Étendard et L'Étendard.
Le pic de l'Étendard est un sommet du massif des Grandes Rousses culminant à 3 464 mètres d'altitude à la limite entre les départements français de l'Isère et de la Savoie.
Il abrite sur son versant sud le glacier des Quirlies, sur son versant est le glacier de Saint-Sorlin et sur son versant ouest les glaciers de la Barbarate (3 219 mètres). Sur sa crête méridionale se trouve le pic Bayle (3 465 m), point culminant du massif.

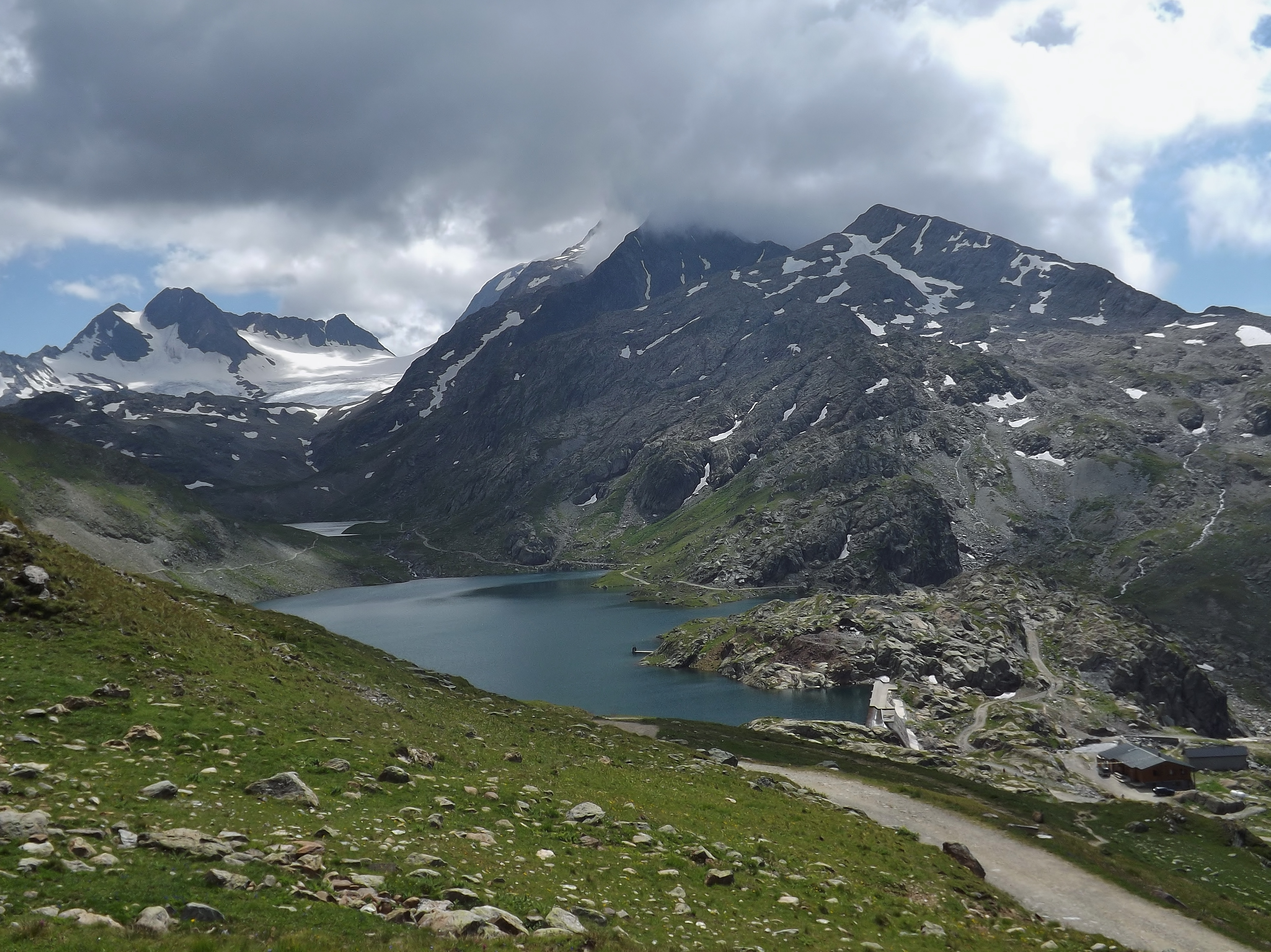
Glacier de Saint-Sorlin et pic de l'Étendard dans les nuages.
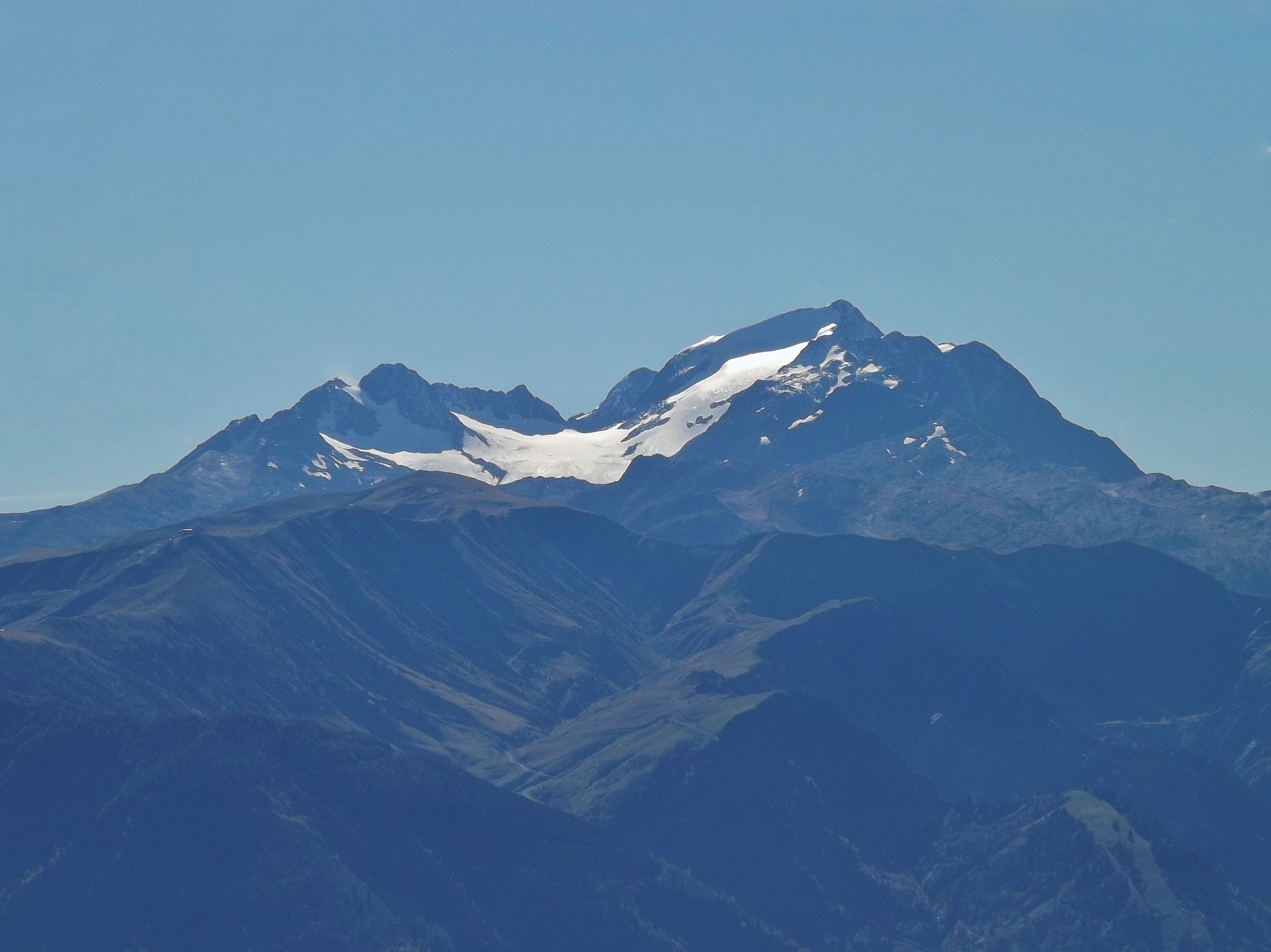
Pic de l'Étendard et glacier de Saint-Sorlin.
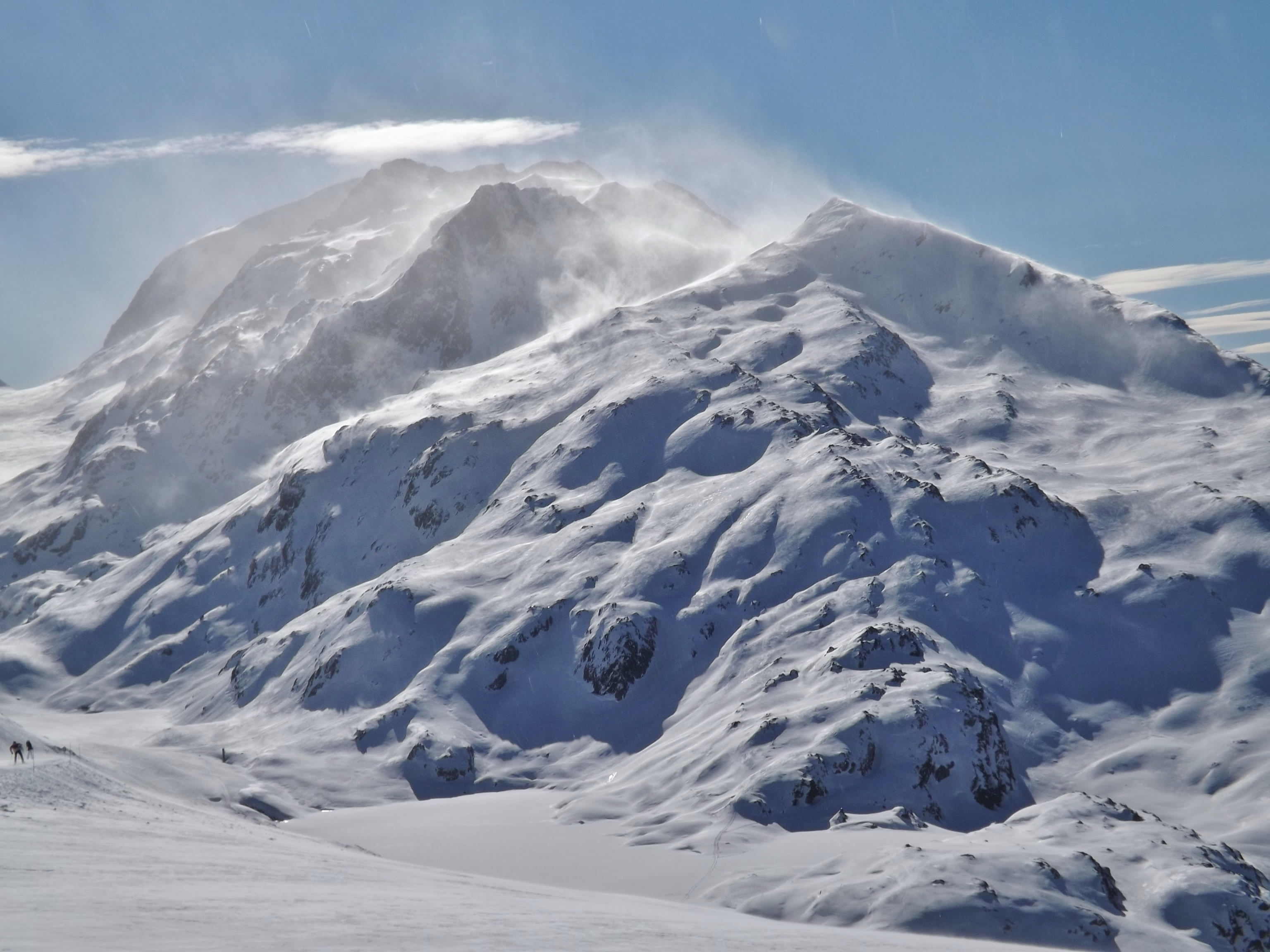
Vue du pic de l'Étendard depuis la station de Saint-Sorlin-d'Arves.